# Chandhara (яхта)
Chandhara — многоцелевой корабль, построенный в короткие сроки для ВМС Таиланда в ФРГ.

## История создания
Судно первоначально предполагалось использовать как учебный корабль. Но поскольку начиная с 1935 года королевская семья была лишена королевской яхты, то разработчики вложили немало усилий что бы оборудовать подобающие помещения для монарших особ. В итоге корабль использовался в основном в этом качестве, за всю историю своей службы выходя в море с курсантами только несколько раз.

## Служба
Как королевская яхта, Chandhara совершила множество походов, по странам Юго-Восточной Азии. При этом артиллерии корабля несколько раз приходилось открывать заградительный огонь против различных надводных и воздушных целей, поскольку «пик» службы корабля пришёлся на неспокойные для региона 70-е годы. Был ли на борту в это время, кто-нибудь из представителей королевской семьи — неизвестно. В последнее время Chandhara использовалась в основном как океанографическое судно ВМС лишь иногда совершая плаванья в береговой зоне в прежнем качестве, а функции королевской яхты частично взял на себя авианосец Чакри Нарубет. Современное состояние неизвестно, но на 2009 год всё ещё была в строю. Бортовой номер корабля — 811.

## Интересные факты
Chandhara не первый многоцелевой корабль тайского флота, который является военным кораблем и одновременно королевской яхтой. Кроме уже названного авианосца, фактически яхтой был и бронепалубный крейсер Maha Chakri постройки 1893 года.